# Yukmouth
Jerold Dwight Ellis III (18 de outubro de 1974), conhecido como  Yukmouth, é um rapper norte-americano de East Oakland, Oakland, California. Ele é o fundador dos grupos Luniz e The Regime, além das gravadoras Smoke-A-Lot Records e Godzilla Entertainment. Ele é também um membro da dupla Thug Lordz junto do rapper C-Bo.

## Carreira
Yukmouth começou sua carreira em 1994, quando formou ao lado de seu amigo de infância Numskull a lendária dupla Luniz. Juntos lançaram o hit mundialmente conhecido 'I Got 5 On It' que rendeu a dupla seu primeiro disco de platina logo nas primeiras semanas, seu primeiro álbum, 'Operation Stackola', que conta com diversos clássicos também rendeu a dupla um disco de platina, e foram responsáveis por tirarem o Rei do Pop Michael Jackson e seu álbum HIStory do topo da Billboard após varias semanas no trono, em 1995; a dupla lançou mais dois álbuns antes de se separarem, 'Lunitik Muzik' em 1997 que foi disco de Ouro e 'Silver & Black' em 2002, sem certificação por parte da RIAA. Yuk lançou seu primeiro álbum solo em 1998, chamado 'Thugged Out: The Albulation' que rendeu disco de platina ao rapper. Sob a direção de sua própria gravadora, Smoke-a-Lot Records, ele lançou DVDs e álbuns compilados, como a série chamada United Ghettos of America.
Yukmouth vendeu mais de 16 milhões de discos ao longo de sua carreira, colecionando 5 discos de ouro e 7 de platina, inclusive sendo, ao lado de Tupac Shakur, o único rapper da Bay Area (área da Califórnia que revelou grandes nomes do rap) a conseguir certificação de platina na Suiça, ouro na Alemanha e mais uma certificação de platina por vendas "ao redor do mundo"; Yukmouth também tem uma nominação ao Grammy Awards de 1997 por conta da faixa intitulada "Stomp" de Quincy Jones.
Yukmouth voltou a ganhar notoriedade em 2017, após o lançamento da compilação de três discos chamada 'JJ Based On a Vill Story', contando com a participação de grandes nomes do rap, como Tech N9ne, Too $hort, E-40, Philthy Rich, C-Bo, Layzie Bone, Richie Rich, Mac Dre, Lil' Flip entre muitos outros artistas com quem Yukmouth já trabalhou por diversas vezes.
Yukmouth ficou conhecido pelo tom de voz agressivo e pesado, característica essa que foi mudando com o passar dos anos, onde ele foi diminuindo o tom de agressividade da sua voz, porém manteve a essência, realizando trabalhos sólidos; Ele também se notabiliza por ser um rapper completo, produzindo hits de vários gêneros dentro do Rap, Yuk caminhou entre o storytelling, em faixas como 'Revelationz' e 'New Testament Outro', aonde ele narra em apenas um longo verso, a sua história, contando cada detalhe e atraindo a atenção de quem ouve, por serem versos cativantes, passando também por musicas com teor sexual como 'Stallion', raps "sentimentais" como o clássico 'Falling' e também pela sua "especialidade", os raps sobre ervas, como 'Puffin Lah' e o mundialmente conhecido e premiado 'I Got 5 On It'.
Sendo um rapper underground, Yukmouth é sem dúvidas, um dos rappers mais influentes de Oakland, tendo atingido por vezes o patamar de grandes nomes do cenário do hip-hop, trabalhando com grandes artistas, e também inspirando rappers da nova geração.

## Thugged Out: The Albulation
No dia 3 de novembro de 1998, Yukmouth lançava seu primeiro álbum solo, intitulado 'Thugged Out: The Albulation', sob o rotulo de uma das maiores gravadoras musicais do mundo, a Rap-A-Lot que tem como grande nome atualmente o rapper Drake; Thugged Out: The Albulation foi um disco duplo contendo 28 faixas, é um dos álbuns de rap mais apreciados de todos os tempos, rendeu ao rapper a certificação de platina, o álbum deixou claro seu talento, fazendo com que ele despontasse e se tornasse um dos grandes rappers dos anos 2000, o álbum, que contava com as colaborações de diversos rappers, como seu parceiro de Luniz Numskull, Dogg Pound, Tela, MC Ren, Outlawz, Geto Boys, Do or Die além de ter sido o álbum que revelou Tech N9ne, que aparece em  3 faixas do album, graças a Yuk, Tech iniciava ali sua jornada vitoriosa no cenário do rap. O álbum rendeu diversas avaliações positivas, de especialistas como Allmusic, CMJ e The Source, o álbum fez com que Yukmouth "mergulhasse de ponta" na sua carreira solo, partindo para o sucesso sozinho após já ter conseguido tal êxito anteriormente na dupla Luniz.

## Thug Lord: The New Testament
No dia 27 de março de 2001, Yukmouth lançava seu segundo álbum de estúdio chamado Thug Lord: The New Testament, contendo 15 faixas, grande parte delas produzidas por Mike Dean, famoso produtor de Houston, o álbum não teve o mesmo alcance do primeiro, mas foi bem aceito, dentre as faixas mais notáveis estão Clap Yo Hands onde foi utilizado o sample da conhecida musica infantil "Clap Your Hands", ou "Bata Palmas" na tradução para o Brasil, a música de Yuk no entanto, possui um conteúdo explicito, entre outras faixas conhecidas estão Thug Money com o rapper Kool G Rap, World's Most Hated, Puffin Lah, So Ignorant com os rappers Kurupt, Kokane e Nate Dogg, Ooh! Ooh!, Regime Killers 2001 com vários rappers do grupo The Regime, Tech N9ne, Gov Matic, Mad Max, Phats Bossi e Poppa L.Q., nessa música eles atacam vários rappers que na época eram rivais de Yuk, a faixa Smile, com C-Bo e CJ Mac além da música mais sentimental do álbum, a ultima faixa, New Testament (Outro), uma faixa de cinco minutos e quarenta segundos onde Yuk relata em apenas um grande verso, todas as dificuldades que ele passou para conseguir brilhar e se tornar um rapper, do tempo em que viveu na seu bairro de infância, a 6'5 village, em Oakland na Califórnia, da morte dos seus pais até o estrelato.

## Godzilla
Em 22 de julho de 2003, Yukmouth lançava um de seus grandes trabalhos, o famoso álbum Godzilla, esse que inclusive era um de seus apelidos, na capa do álbum Yukmouth aparece encostado no topo de um prédio; 
O álbum possui 18 faixas, com diversas participações, sendo as principais dos rappers Tech N9ne, B-Legit, Kurupt, Devin the Dude, Dru Down, C-Bo entre outros.   As faixas mais populares são a música Godzilla, o clássico Nothin' 2 a Bo$$, Kidnap U, Money & Power, Stuntastic, Model Chickz, Somebody Gone Die 2 Nite, Go Hard, entre outras.

## Rivalidade com Too $hort
Em 1995, juntamente de seu parceiro de Luniz, Numskull e de Dru Down, Yukmouth começava a ganhar notoriedade na Bay Area, mas a área já tinha um nome dominante naquela ocasião, e ele se chamava Too $hort;
Short como era conhecido, vinha fazendo um sucesso estrondoso nos Estados Unidos, com o recém lançado álbum "Cocktails", ele parecia ser intocável naquela ocasião, porém naquele período apareceu Luniz e Dru Down, o segundo já havia fazendo um certo sucesso mas veio a explodir também em 95; Não se sabe ao certo o motivo, mas Too $hort resolveu deixar a cidade de Oakland naquele período, se mudando para Atlanta, aquilo fez Yuk, Num e Dru acreditarem que ele estava "fugindo" de Oakland pois estava perdendo espaço para os rappers que apareceram naquele ano; Short chegou inclusive a anunciar uma aposentadoria naquele período, mesmo tendo apenas 28 anos, mesmo assim, Yuk e Num continuaram atacando o rapper em entrevistas para rádios, Short resolveu responder com uma música chamada "Trouble", juntamente do rapper Spice 1, que era uma espécie de "protegido" de $hort, Dru Down respondeu com a música chamada "Mista Busta", Numskull também atacou Short na música "Playa Hata", Yukmouth não chegou a atacar Short diretamente naquela ocasião. Em um certo evento realizado pela rádio KMEL, houve uma grande confusão onde homens de Too $hort atacaram o empresário do Luniz, após mais alguns meses de rivalidade, a rivalidade foi encerrada, o Luniz inclusive gravou uma música chamada "Funkin' Over Nothin" com Too $hort, que está no álbum "Lunitik Muzik" de 1997.
Porém, após iniciar sua carreira solo Yukmouth continuou a atacar Short, mas Short não respondeu pois não queria problemas com Yuk, eles acabaram definitivamente com a rivalidade em 2001; Hoje, Yuk e $hort são grandes amigos, trabalharam juntos por diversas vezes e recentemente participaram do programa de TV "Drink Champs" que é apresentado pelo rapper NORE da dupla Capone-N-Noreaga, lá Yuk e Short revelaram diversas histórias da época em que rivalizaram, e hoje acreditam que toda aquela rivalidade foi desnecessária, já que poderiam ter começado a trabalhar juntos muito antes.

## Rivalidade com The Game e a G-Unit
O ano era 2004, Yukmouth que naquela altura sustentava, ao lado de seu amigo E-40 o cenário do rap na Califórnia, visto que Too $hort havia se tornado uma espécie de "Part Timer", sem lançar álbuns e aparecendo esporadicamente em trabalhos de outros rappers, com isso Yuk tinha poderio suficiente pra "atacar" qualquer rapper, ainda sob contato com a Rap-A-Lot, e sendo o rapper favorito de J Prince (dono da gravadora e um dos homens mais poderosos e respeitados dos EUA, titulo que mantém até os dias de hoje).
Contudo, esse rotulo não intimidou 50 Cent e seu grupo, a G-Unit, composta por alguns rappers conhecidos, como Lloyd Banks e The Game, além de alguns aliados poderosos como Eminem e Dr. Dre, 50 começou a atacar J Prince e a Rap-A-Lot em entrevistas para rádios, o que causou uma grande revolta dos mesmos, com isso, J Prince pediu para que Yukmouth respondesse aos ataques, J. Prince deu todo o suporte para o rapper, inclusive colocando seu studio a disposição do grupo de Yuk, The Regime e do rapper C-Bo que formava a dupla Thug Lordz, mesmo que estes não possuíssem contrato com a gravadora;
Com isso, Yuk começou sua série de ataques a 50 Cent, com diversas músicas, 50 Cent, contudo, não respondeu aos ataques, não por meio de músicas; Até que na festa de lançamento do album 'Kiss of Death' do rapper Jadakiss, Yukmouth e The Game se encontraram, a principio sem nenhuma discussão, os dois conversaram normalmente, Game disse que não se envolveria na treta entre Yuk e 50, e que deixaria os dois se resolverem;
Porém apenas algumas semanas após o encontro, The Game lançou uma música intitulada 'I Got a Mill On It', onde utilizou o beat de 'I Got Five On It' e disparou ataques a Yukmouth, o que causou a ira do rapper, que respondeu menos de duas horas depois com a música 'Game Ova 2', sendo, talvez a resposta mais rápida da história do hip hop.
Vendo toda essa situação, um primo de Game e amigo pessoal de Yuk, o rapper Speedy, convidou os dois para gravarem uma música juntos e encerrarem toda aquela treta, Yuk aceitou porém disse que gravaria sua parte da música e mandaria a Speedy, já que ele teria um show agendado para o dia seguinte; Feito isso, quando tudo parecia acabado, The Game disparou mais ataques a Yuk na música 'Peace', Yuk respondeu com a música 'Breathe' e com um vídeo onde ele e seus aliados "espancavam" um cover de Game pelas ruas, Game também se revoltou porém a partir daí não houve mais ataques, os rappers acabaram com a treta pouco tempo depois.

## Smoke-A-Lot Records
Yukmouth é o CEO da Smoke-a-Lot Records, distribuída pela mundialmente conhecida Rap-a-Lot Records. Sua gravadora produz trabalhos para Luniz, Dru Down, Thug Lordz (Yukmouth, C-Bo and Spice 1), The Regime, o próprio Yukmouth, entre outros.

## Smoke-A-Lot Radio
Yukmouth é também CEO da Smoke-A-Lot Radio, uma rádio popular na Bay Area (Região da Califórnia).

## Discografia
Álbuns de estúdio
- Thugged Out: The Albulation (1998)
- Thug Lord: The New Testament (2001)
- United Ghettos of America I (2002)
- Godzilla (2003)
- United Ghettos of America II (2004)
- Million Dollar Mouthpiece (2008)
- The West Coast Don (2009)
- Free at Last (2010)
- The Tonite Show: Thuggin' & Mobbin' (2011)
- Half Baked (2012)
- GAS (Grow and Sale) (2014)[2]
- JJ Based on a Vill Story (2017)[3]
- JJ Based on a Vill Story Two (2017)[4]
- JJ Based on a Vill Story Three (2018)[5]
- Savages (2018) - Com J-Hood

## Filmografia
- Original Gangstas (1996)
- Mexican Blow (also released as Warrior) (2002) - The Midnight Sun
- United Ghettos of America vol. 1 (2002) (
- United Ghettos of America vol. 2 (2004)
- T9X: The Tech N9ne Experience (2004)
- United Ghettos of America: Eye Candy (2007)
- Yukmouth Uncut (2007)
- Million Dollar DVD (2007)

## Prêmios

### Nominação ao Grammy Award
| Category | Genre | Song  | Year | Result    |
| --- | ----- | ----- | ---- | --------- |
| Melhor performance R&B por uma dupla ou um grupo com vocais (com Numskull, Luke Cresswell, Fiona Wilkes, Carl Smith, Fraser Morrison, Everett Bradley, Mr. X, Melle Mel, Yo-Yo, Chaka Khan, Charlie Wilson, Shaquille O'Neal, Quincy Jones & Coolio) | R&B   | Stomp | 1997 | Nominated |